# Laacher See-tefra
Laacher See-tefra is het vulkanische puin (tefra) van een uitbarsting 12.900 jaar geleden in het Laacher See-gebied. Ongeveer 5 kubieke kilometer magma kwam vrij door deze uitbarsting. De uitbarstingsopeningen moeten op de bodem van het Laachersee-gebied ontstaan zijn, dit doordat:
- Al de stortingen zijn het dikst rond het bekken, met één uitzondering: Pyroclastische stortingen zijn het dikst tussen de 2 en 6 kilometer vanaf het bekken.
- De assen van alle afzettingsventilators en tefrabladen komen samen in het Laacher bekken
- De diameters van zowel lithisch puin als klasten bereiken hun maxima in dagzomende aardlagen dicht bij de Laacher See-vulkaan
- De afmeting van de Laacher See-krater ruwweg aan het losgebarsten volume van fonoliet tefra (5,3 km³) en lithische klasten (0.7 km³).
- Xenoliet types zijn verenigbaar met een eruptief centrum in het Laachersee-bekken;
- De systematische chemische en mineralogische gelaagdheid van de tefra-stortingen tonen duidelijk aan dat het om één samengestelde magmakolom gaat.
- Verscheidene lijnen van bewijsmateriaal wijzen op migratie van de belangrijkste eruptieve nadruk van het zuiden naar het noorden tijdens het recentere deel van de uitbarsting.